# Рисдон, Элизабет
Элизабет Рисдон (англ. Elisabeth Risdon; 26 апреля 1887 — 20 декабря 1958) — британская актриса.

## Биография
Элизабет Эванс родилась в Лондоне. Актёрскому искусству она обучалась в Королевской академии драматического искусства. В 1913 году состоялся её кинодебют в немом фильме. Вскоре она стала очень популярна в Великобритании и в 1915 году, по опросам зрительской аудитории, она была признана «Лучшей английской кинозвездой».
В 1916 году она вышла замуж за режиссёра Джорджа Лоана Такера и вместе с ним переехала в США. После смерти мужа в 1921 году Элизабет Рисдон стала играть не только на нью-йоркской театральной сцене, но и часто гастролировать в Лондон. В 1934 году она переехала в Голливуд, где начался новый этап её карьеры. За свою актёрскую карьеру в Голливуде с 1934 по 1952 годы она снялась более чем в 100 фильмах. Там же она второй раз вышла замуж, за актёра Брендона Эванса.
Элизабет Рисдон умерла от внутримозгового кровоизлияния в Санта-Монике, Калифорния. Её тело было пожертвовано для изучения медицины.

## Избранная фильмография
- 1952 — Скарамуш — Изабелль де Вальморин
- 1951 — Газетный заголовок — Миссис Маргарет Траймбел
- 1950 — Тайная ярость — доктор Твайнинг
- 1948 — Телохранитель — Джун Дайсон
- 1947 — Неудачник и я — мать Бетти
- 1947 — Траур к лицу Электре — Миссис Хиллз
- 1947 — Жизнь с отцом — Миссис Уайтхэд
- 1945 — Миллионы Гриссли — Леона Палмор
- 1945 — Невидимое — миссис Норрис
- 1944 — Тем временем, дорогая — Миссис Хелен Коркери
- 1944 — Кентервильское привидение — Миссис Полвердайн
- 1943 — Потерянный ангел — Миссис Прингл
- 1943 — Удивительная миссис Холлидэй — Луиз Холлидей
- 1940 — Линкольн в Иллинойсе — Сара Хэнкс Линкольн
- 1939 — Судьба солдата в Америке — мисс Шерман
- 1939 — Приключения Гекльберри Финна — вдова Дуглас
- 1938 — Без ума от музыки — Эннетт Фасентон
- 1937 — Они не забудут — миссис Хейл
- 1937 — Уступи место завтрашнему дню — Кора Пэйн